# Voy a olvidarte
Voy a olvidarte es el primer sencillo del quinto álbum de estudio Des/Amor interpretada por el grupo mexicano Reik. Fue lanzada a principios del mes de noviembre del año 2015 por la discográfica Sony Music Latin. Fue escrita únicamente por el guitarrista de la banda Julio Ramírez.

## Vídeo musical
Fue lanzado al canal de YouTube del grupo el día 20 de noviembre del 2015, teniendo en ese entonces más de 2 millones de vistas en su videoclip. Tiene actualmente más de 235 millones de vistas y 300 mil me gusta.

## Posicionamiento en listas
| Lista (2015)                              | Mejor posición |
| ----------------------------------------- | -------------- |
| Estados Unidos (Latin Digital Song Sales) | 11             |
| Estados Unidos (Latin Pop Airplay)        | 17             |
| Estados Unidos (Hot Latin Songs)          | 40             |
| México (Espanol Airplay)                  | 2              |
| México (Airplay)                          | 20             |

## Historial de lanzamiento
| Región | Fecha                  | Formato                     | Discográfica                            | Ref.  |
| ------ | ---------------------- | --------------------------- | --------------------------------------- | ----- |
| Varios | 6 de noviembre de 2015 | Descarga digital, Streaming | Universal Music, Universal Music México | [ 7 ] |